# Phesdo House

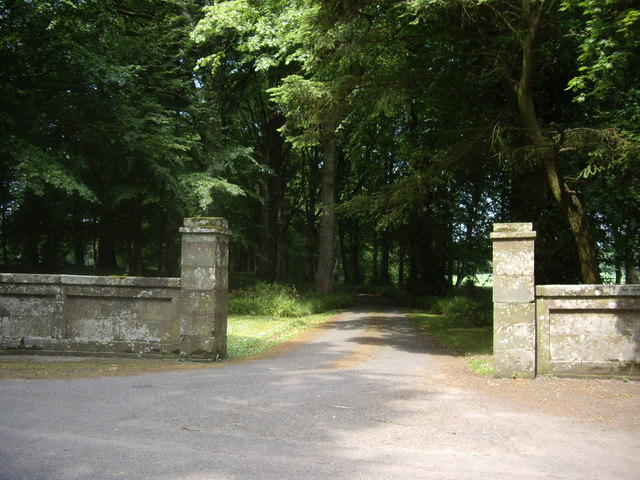
Zufahrt zu Phesdo House

Phesdo House ist eine Villa nahe der schottischen Ortschaft Fettercairn in der Council Area Aberdeenshire. 1972 wurde das Bauwerk in die schottischen Denkmallisten in der höchsten Denkmalkategorie A aufgenommen.

## Geschichte
Die Villa wurde zwischen 1814 und 1815 errichtet. Für den Entwurf zeichnet der in Aberdeen ansässige Architekt John Smith verantwortlich. Von 1970 bis 1971 wurde der Innenraum der rückwärtigen Flügel von Phesdo House sowie die Nordfassade durch Bird & Tyler überarbeitet. Die Überreste der von Smith entworfenen Lodge wurden zwischenzeitlich abgebrochen. Es handelte sich um ein einstöckiges Gebäude mit quadratischem Grundriss und Pyramidendach.

## Beschreibung
Phesdo House steht isoliert rund drei Kilometer nordöstlich von Fettercairn. Das zweistöckige Gebäude weist einen U-förmigen Grundriss auf. Dunkle Granitquader bilden ein Sichtmauerwerk. Die Villa ist im klassizistischen Stil des Greek Revival ausgeführt. Ihre südostexponierte Hauptfassade ist fünf Achsen weit. Am ein Achsen weiten Mittelrisalit springt ein Portikus mit vier dorischen Säulen hervor. Schlichte Gesimse auf Konsolen bekrönen die Fenster des Erdgeschosses, während die Fenster im Obergeschoss mit Architraven ausgeführt sind. Die Fassade schließt mit einem Kranzgesims mit aufsitzender Brüstung. Die jeweils drei Achsen weiten Seitenfassaden sind analog der Hauptfassade ausgestaltet. Einzig an der Nordostfassade befindet sich das zentrale Fenster des Erdgeschosses eingelassen in einer segmentbogigen Nische. Beide Öffnungen auf dieser Achse sind mit Mauerwerk verschlossen. Das Gebäude schließt mit einem Plattformdach.